# Филарет Ловчански
Вижте пояснителната страница за други личности с името Филарет.
Филарет е български духовник, ловчански митрополит на Българската православна църква от 1939 до 1960 година.

## Биография
Роден е на 26 октомври 1901 година във Варна, България, със светското име Атанас Атанасов Панайотов. Родителите му са преселници от Осман пазар. Завършва основно и средно образование във Варна. В 1923 – 1924 учебна година е учител във Варна. В 1924 г. започва да учи в новооткрития Богословски факултет на Софийския университет, който завършва в 1928 г.
Няколко години е щатен епархийски проповедник във Варненско-Преславската епархия. На 30 януари 1932 година митрополит Симеон Варненски и Преславски го подстригва за монах, на следващия ден го ръкополага за йеродякон, а на 22 юни 1933 година е ръкоположен за йеромонах.
На 1 септември 1933 година става протосингел на митрополит Макарий Неврокопски. На Великден 1934 година е въздигнат в архимандритски сан.
През есента на 1935 година заминава на едногодишна специализиция по канонично право в Страсбургския университет, Франция.
От 1 август 1936 година е протосингел на Софийската митрополия.
На 27 ноември 1938 година е ръкоположен за титулярен знеполски епископ в патриаршеската катедрала „Свети Александър Невски“ в София и е назначен за викарий на митрополит Стефан Софийски.
На 21 май 1939 година е избран за ловчански митрополит и на 4 юни утвърден канонически от Светия синод да оглави епархията.
След разгрома на Кралство Югославия от Нацистка Германия през пролетта на 1941 година, Българската екзархия възстановява своя диоцез в присъединените от България части от Вардарска и Егейска Македония и в Западна Тракия. Временното управление на Охридско-Битолската епархия е връчено на митрополит Филарет Ловчански с помощник епископ Панарет Брегалнишки.
От 17 февруари 1949 година Филарет Ловчански е член на намаления състав на Светия синод. От 7 август 1954 година е председател на Върховния църковен съвет.
Умира на 28 юни 1960 година в София и е погребан в двора на катедралния храм „Света Троица“ в Ловеч.